# Ordoño I.
Ordoño I. (arapski أردون بن إذفنش) (? — 27. svibnja 866. u Oviedu) bio je kralj‎ Asturije. Tijekom njegove vladavine Asturija je postala poznata kao Leon.

## Životopis
Ordoño je rođen u Oviedu. Najvjerojatnije je odgajan u Lugu. Njegov je otac bio Ramiro I. Asturijski. 
1. siječnja 850. godine Ordonjo je naslijedio oca na prijestolju. 
Oženio je ženu zvanu Nuña, za koju se vjeruje da je bila iz Kastilije. Imali su šestero djece, među kojima je bio Ordoñov nasljednik Alfons III. Leonski.
Umro je u Oviedu.